# Ben Woodburn
Ben Woodburn, właśc. Benjamin Woodburn (ur. 15 października 1999 w Nottingham) – walijski piłkarz grający na pozycji napastnika w Preston North End. 

## Lata młodości
Urodził się w Nottingham, a dorastał w Tattenhall. W młodości oprócz piłki nożnej trenował krykiet.

## Kariera klubowa
W 2007 roku trafił do akademii Liverpool F.C. 8 lipca 2016 zadebiutował w pierwszej drużynie tego klubu w wygranym 1:0 przedsezonowym sparingu z Tranmere Rovers. W listopadzie 2016 został oficjalnie włączony do pierwszej drużyny. W oficjalnych rozgrywkach zadebiutował 26 listopada 2016 w wygranym 2:0 meczu ligowym z Sunderland A.F.C., a pierwszego gola strzelił trzy dni później w wygranym 2:0 spotkaniu Pucharu Ligi Angielskiej z Leeds United, stając się najmłodszym zdobywcą gola w historii klubu. Został wybrany najlepszym zawodnikiem akademii klubowej sezonu 2016/2017. W sierpniu 2018 został wypożyczony do Sheffield United.

## Kariera reprezentacyjna
Miał możliwość reprezentowania zarówno Anglii, jak i Walii, jednakże ostatecznie zdecydował się na tę drugą kadrę. Do reprezentacji Walii po raz pierwszy został powołany w marcu 2017 na mecz z Irlandią, a zadebiutował w niej 2 września 2017 w wygranym 1:0 meczu z Austrią, w którym strzelił zwycięskiego gola pięć minut po wejściu na boisko, stając się najmłodszym, po Garecie Bale’u, strzelcem gola w historii tej kadry.

## Styl gry
Jest szybkim i silnym zawodnikiem, który jest równie efektywny w środku pola, jak i na skrzydle.

## Statystyki kariery
Aktualne na dzień 19 września 2017 r.
| 2016/17            | Liverpool          | Premier League     | 5 | 0 | 3 | 0 | 1 | 1 | — | — | 9  | 1 |
| 2017/18            | Liverpool          | Premier League     | 0 | 0 | 0 | 0 | 1 | 0 | 0 | 0 | 1  | 0 |
| Łącznie w karierze | Łącznie w karierze | Łącznie w karierze | 5 | 0 | 3 | 0 | 2 | 1 | 0 | 0 | 10 | 1 |